# Агабабов, Николай Иванович
Николай Иванович Агабабов (арм. Նիկողայոս Հովհաննեսի Աղաբաբյան, 1754 — 7 [19] декабря 1809) — армянин, переселившийся в Россию при императоре Александре I. Основал в Астрахани армянско-русское училище, носившее его имя.
Родился в Исфахане (Персия), и, переселившись в Москву, принял российское подданство. В 1804 году Агабабов пожертвовал 50000 рублей и испросил Высочайшего соизволения на учреждение армянско-русского училища, жалованье учителей в котором должно было быть обеспечено с доходов от купленного и пожертвованного им дома в Астрахани.
После смерти Н. И. Агабабова попечителем училища остался его старший сын, Иван. Первым ректором училища, по выбору патриарха армянского, был архимандрит Антоний.

## Училище
Открытие в 1810 г. училища стало важным общественно-политическим событием в Астраханском крае. Учредитель училища ставил цель: дать образование беднейшим слоям армян, чтобы «дети из породы армянской обращены были ко всем государственным состояниям с пользой отечественной, не исключая из того и духовного по армянской религии… образование сие может иметь на азиатскую часть усиленное влияние, с политическими обстоятельствами сопряженное».
В двухклассном училище преподавались чтение и чистописание на русском и армянском языках, грамматика армянского и русского языков, всеобщая история и география, логика и риторика на армянском языке, рисовальное искусство. Пансион при училище, полностью существовавший на пожертвования Агабабова, содержал 12 воспитанников из неимущих армян. При училище был на постоянной основе школьный врач, бесплатно лечивший больных учащихся.
С 1838 г. Агабабовское училище было включено в общую систему учебных заведений на правах уездных по уставу 1828 г. и в училище был открыт 3-й класс.
При училище были созданы фундаментальная и ученическая библиотеки, в которых насчитывалось 290 книг и других учебных пособий: собрание глобусов, атласов, географических карт, пособия по русскому языку, истории, географии, рисованию, черчению и т. п.
До 1865 года в армянском Агабабовском училище обучались дети только армяно-григорианского вероисповедания, а с 1866 по 1872 годы — дети православного вероисповедания, с 1873 по 1894 годы — дети католиков, православных и лиц армянско-григорианского вероисповедания.
За 1835—1905 годы в училище поступило 1940 человек, выбыло до окончания курса — 1623.